# National Museum - Scuola di avventura
National Museum - Scuola di avventura (Unnatural History) è una serie televisiva statunitense.
Viene trasmessa su Adult Swim dal 13 giugno al 21 settembre 2010 mentre in Italia va in onda in prima visione assoluta dal 21 novembre 2012 su Italia 1.

## Trama
Henry Griffin è un ragazzo avventuroso, cresciuto in giro per il mondo con i suoi genitori tutti e due antropologi. Ha l'innata capacità di ficcarsi sempre nei guai e per questo motivo i suoi genitori lo mandano a vivere dallo zio materno a Washington, promettendogli che se avesse avuto qualche problema avrebbe potuto contare sul suo padrino Dante, ma proprio il primo giorno di scuola di cui lo zio è il direttore e il padrino un docente, Henry cade e precipita dentro la bara di Dante mentre la sua assistente sta leggendo l'elogio funebre. Henry comincia ad indagare sulla scomparsa del padrino prima solo poi con l'aiuto del cugino Jasper. Legherà una profonda amicizia con quest'ultimo e con Maggie, una ragazza intelligente e studiosa. Le loro avventure spericolate saranno legate alla scuola e al museo adiacente e termineranno tutte con una scoperta di grande importanza storica. Per un patto fatto con i genitori (se fosse stato promosso, sarebbe potuto ripartire con loro) Henry deve scegliere tra gli amici e la Mongolia, suo sogno, ma per non separare il trio, i ragazzi partono tutti per la Mongolia, lasciando intendere che molte altre strabilianti avventure li attendono.

## Episodi
| Stagione       | Episodi | Prima TV originale | Prima TV Italia |
| -------------- | ------- | ------------------ | --------------- |
| Prima stagione | 13      | 2010               | 2012            |